# Зазнобин, Владимир Николаевич
Владимир Николаевич Зазнобин (1900—1981) — народный скульптор-примитивист.

## Биография
Родился в 1900 году в крестьянской семье в Ярославской области.
Участник первой и второй мировых войн. В Великую Отечественную войну был миномётчиком. Награждён орденом Славы, медалями.
Работал плотником и столяром, строил крестьянские дома. Первые деревянные игрушки начал делать в 1940 году. С 1979 года начал делать разнообразную деревянную скульптуру.
Зазнобин продолжал традицию народной скульптуры —- подвижной, иногда производящей звуки. Многие произведения антропоморфны и функциональны одновременно: ульи, скворечники, ветряки, пугала. У Зазнобина были и библейские сюжеты — традиционные для народной деревянной скульптуры «Адам и Ева», сказочные сюжеты, карусели, фигуры большого размера. Он изображал и то, что видел, помнил — «Комитет бедноты», «В колхоз», «Кузнецы».
Скульптуры Зазнобина были очень популярны в Москве в 1970-80-е годы.

## Работы находятся в собраниях
- Русский музей, Санкт-Петербург.
- Переславль-Залесский государственный историко-архитектурный и художественный музей-заповедник, Переславль-Залесский.
- Коллекция Александра Токарева, Старочеркасская.[3]